# 華記環球集團
華記環球集團控股有限公司，簡稱華記環球集團和華記環球集團控股（英語：HUARCHI GLOBAL GROUP HOLDINGS LIMITED，港交所除牌前：2296），在2003年，由所有董事會成員，主席兼董事總經理盧卓明、曾華壤、歐穎剛和梁家賢，在1998年建築與土木工程學習時相識，其在總部澳門成立為「華聯創基建築工程有限公司」，而業務則在澳門經營各類建造工程及設計，主要承攬澳門政府工程的大型建築公司。
股份曾在2019年11月21日於港交所主板上市。股份募集資金額定為1.036億港元，發行新股數目為5億股，招股定價為0.275港元。用作的澳門裝修及建築項目撥付資金、增加員工數目和購置機器及設備，而超額認購達至60倍。
而過去2018年，華記環球曾兩次申請港交所上市，但由於種種問題而擱置。
百萬賄賂案。廉政公署及財匯局合作對華記環球集團展開代號「狙擊手」聯合行動，行動中拘捕9人，包括三名會計師及兩名審計員，涉嫌收受在港上市的澳門建築公司主席約100萬元賄款，以製作虛假會計師報告協助公司申請在主板上市。華記環球於2021年11月19日停牌，21日宣布首席財務官陳偉麟以個人事務為由辭任。
直至2023年9月15日，該公司被港交所根據《上市規則》第6.01A(1)條，於2023年9月19日取消上市。

## 人員組織[12]
董事長：盧卓明
執行董事：曾華壤、歐穎剛
獨立非執行董事：冼偉超、林志傑、羅俊超
財務經理：範曦文
公司秘書：張愷芬
工程總監：劉淳、殷健偉

## 連結
- huarchi.com/ （页面存档备份，存于）